# Pogonognathellus longicornis
Espèce
Pogonognathellus longicornis est une espèce de Collemboles de la famille des Tomoceridae.

## Description
Il s'agit du plus grand collembole d'Europe, mesurant environ 5 à 6,5 mm. Ses très longues antennes, caractéristiques de cette espèce et qui lui ont valu son épithète spécifique, sont très longues et composées de trois articles, le dernier étant particulièrement allongé et effilé à l'apex. Chez cette espèce, les antennes dépassent en longueur le reste du corps, ce qui n'est pas le cas du plus rare Pogonognathellus flavescens et du genre Tomocerus (ce dernier n'a pas non plus les antennes effilées à l'apex).

## Répartition
On le retrouve en Europe et dans les Açores.

## Écologie
Commun, il est fréquemment observé sur les arbres, mais on le retrouve également dans la végétation basse et dans les champignons. Son régime alimentaire est mycophage, il creuse des galeries dans les champignons.

## Systématique
Le nom valide complet (avec auteur) de ce taxon est Pogonognathellus longicornis (O. F. Müller, 1776).
L'espèce a été initialement classée dans le genre Podura sous le protonyme Podura longicornis O.F.Müller, 1776.
Pogonognathellus longicornis a pour synonymes :
- Architomocerura litsteriana R.S.Bagnall, 1940
- Macrotoma ferruginea H.L.Elditt, 1854
- Macrotoma ferruginosa C.Bourlet, 1839
- Macrotoma rufescens Tullberg, 1871
- Macrotoma spiricornis Bourlet, 1843
- Podura bicolor C.Bourlet, 1845
- Podura bicolor Say, 1821
- Podura iricolor C.Bourlet, 1845
- Podura iricolor Say, 1821
- Podura longicornis C.Bourlet, 1845
- Podura plumbea Linnaeus, 1761
- Podura plumbea Templeton, 1835
- Podura plumbea Villers, 1789
- Pogonognathellus logicornis R.Yosii, 1967
- Pogonognathus plumbeus Boldori, 1938
- Tomocerus litsterianus (Bagnall, 1940)
- Tomocerus longicornes J.Noble-Nesbitt, 1963
- Tomocerus longicornis (Müller, 1776)
- Tomocerus plombeus Frauenfeld, 1854
- Tomocerus plombeus H.Nicolet, 1847
- Tomocerus plumbea J.Lubbock, 1873
- Tomocerus plumbeus (Linnaeus, 1758)
- Tomocerus plumbeus H.Nicolet, 1842